# LIHG-Meisterschaft 1913
Die zweite LIHG-Meisterschaft fand vom 21. bis 24. Februar 1913 in St. Moritz, Schweiz statt. Das Turnier der Ligue Internationale de Hockey sur Glace (LIHG), heute Internationale Eishockey-Föderation (IIHF), wurde in zeitgenössischen Zeitungen als Weltmeisterschaft bezeichnet und stand in Konkurrenz zur Eishockey-Europameisterschaft.
Deutschland, vertreten durch den Berliner Schlittschuhclub, gewann das Turnier wie im Vorjahr mit einer Bilanz von drei Siegen aus vier Spielen.

## Teilnehmer
Die meisten Länder – außer der Schweiz – wurden durch Clubmannschaften vertreten:
| Land            | Club                         |
| --------------- | ---------------------------- |
| Deutsches Reich | Berliner Schlittschuhclub    |
| Frankreich      | Club des Patineurs de Paris  |
| England         | Princes Ice Hockey Club      |
| Böhmen          | AC Slavia Prag               |
| Schweiz         | Schweizer Nationalmannschaft |

## Turnier

### Spiele
| 21. Februar 1913 | Frankreich | 2:1 | Böhmen | St. Moritz |

| 21. Februar 1913 | Schweiz | 1:7 | England | St. Moritz |

| 22. Februar 1913 | Deutsches Reich | 2:4 | Frankreich | St. Moritz |

| 23. Februar 1913 | Schweiz | 1:6 | Frankreich | St. Moritz |

| 23. Februar 1913 | Deutsches Reich | 7:0 | Böhmen | St. Moritz |

| 23. Februar 1913 | England | 2:0 | Frankreich | St. Moritz |

| 23. Februar 1913 | Schweiz | 0:13 | Deutsches Reich | St. Moritz |

| 24. Februar 1913 | Schweiz | 1:4 | Böhmen | St. Moritz |

| 24. Februar 1913 | Deutsches Reich | 2:1 | England | St. Moritz |

| 24. Februar 1913 | England | 3:0 | Böhmen | St. Moritz |

### Abschlusstabelle
| Pl. |                                   | Sp | S | U | N | Tore  | Punkte |
| 1.  | Deutschland (Berliner SC)         | 4  | 3 | 0 | 1 | 24:05 | 6:2    |
| 2.  | England (Princes Ice Hockey Club) | 4  | 3 | 0 | 1 | 14:03 | 6:2    |
| 3.  | Frankreich (CdP Paris)            | 4  | 3 | 0 | 1 | 12:06 | 6:2    |
| 4.  | Böhmen (Slavia Prag)              | 4  | 1 | 0 | 3 | 05:13 | 2:6    |
| 5.  | Schweiz                           | 4  | 0 | 0 | 4 | 03:31 | 0:8    |

## Mannschaftskader
| Deutsches Reich | Feldspieler: Alfred Steinke – Bruno Grauel, Charles Hartley, Franz Lange, Hans Georgii, Nils Molander, Johan Ollus, Walter Sachs Torhüter: Arthur Boak                               |
| England         | Feldspieler: Jack Cawthra, Ross Cuthbert, Harold Duden, John Freke, Arthur Lawson, Peter Patton, K. Stewart Torhüter: Chaloner Caffyn                                                |
| Frankreich      | Feldspieler: Pierre Charpentier, Alfred de Rauch, Robert Lacroix, Landais, Robert Masson, Hugh Pedley, Robert Simond Torhüter: George Le Messurier                                   |
| Böhmen          | Feldspieler: Jan Fleischmann, Mila Fleischmann, Jaroslav Jarkovský, Jaroslav Jirkovský, Jan Palouš, Frantisek Rublic, Josef Šroubek, Otakar Vindyš Torhüter: Miroslav Novy, Jan Peka |
| Schweiz         | Feldspieler: Bernard Bossi, Roger Burr, Ivan Chinnery, J.A. Daeschner, Gabriel Koussis, Max Sillig, Walter Stoos, H. Taylor, B. Tuck Torhüter: A. Ewald                              |